# 幻 (源氏物語)
| 源氏物語五十四帖 |        |    |        |
| 各帖のあらすじ   |        |    |        |
| 帖               | 名     | 帖 | 名     |
| 1                | 桐壺   | 28 | 野分   |
| 2                | 帚木   | 29 | 行幸   |
| 3                | 空蝉   | 30 | 藤袴   |
| 4                | 夕顔   | 31 | 真木柱 |
| 5                | 若紫   | 32 | 梅枝   |
| 6                | 末摘花 | 33 | 藤裏葉 |
| 7                | 紅葉賀 | 34 | 若菜   |
| 8                | 花宴   | 35 | 柏木   |
| 9                | 葵     | 36 | 横笛   |
| 10               | 賢木   | 37 | 鈴虫   |
| 11               | 花散里 | 38 | 夕霧   |
| 12               | 須磨   | 39 | 御法   |
| 13               | 明石   | 40 | 幻     |
| 14               | 澪標   | 41 | 雲隠   |
| 15               | 蓬生   | 42 | 匂宮   |
| 16               | 関屋   | 43 | 紅梅   |
| 17               | 絵合   | 44 | 竹河   |
| 18               | 松風   | 45 | 橋姫   |
| 19               | 薄雲   | 46 | 椎本   |
| 20               | 朝顔   | 47 | 総角   |
| 21               | 少女   | 48 | 早蕨   |
| 22               | 玉鬘   | 49 | 宿木   |
| 23               | 初音   | 50 | 東屋   |
| 24               | 胡蝶   | 51 | 浮舟   |
| 25               | 蛍     | 52 | 蜻蛉   |
| 26               | 常夏   | 53 | 手習   |
| 27               | 篝火   | 54 | 夢浮橋 |

「幻」（まぼろし）は、『源氏物語』五十四帖の巻名のひとつ。第41帖。出家を前にした光源氏の心情を四季のうつろいを通して描く。
巻名は光源氏が紫の上を想って詠んだ歌「大空をかよふまぼろし夢にだに見えこぬ魂（たま）の行く方たづねよ」（大空を自由に行き交う幻術士よ。夢にさえ姿の見えないあの人の魂の行方を捜しておくれ）に因み、白居易『長恨歌』の後半をモチーフとしている。
この歌は光源氏の物語の始まりである第1帖「桐壺」で、源氏の父桐壺帝が亡き桐壺更衣を偲んで詠んだ和歌「尋ねゆく幻もがなつてにても魂のありかをそこと知るべく」と呼応するものとなっている。
また、源氏が故紫の上（旧暦八月十五日に火葬）の手紙を焼くエピソードは、『竹取物語』で八月十五日に月へ帰ったかぐや姫から贈られた不死の薬を帝が焼く話から着想したと思われる。

## あらすじ
光源氏52歳の正月から十二月の晦日までの一年間。
紫の上が世を去り、また新しい年がめぐってきた。新春の光を見ても悲しさは改まらず、源氏は年賀の客にも会わずに引きこもっている。そして紫の上に仕えていた女房たちを話相手に、後悔と懺悔の日々を過ごしていた。明石の中宮は紫の上が可愛がっていた三の宮（匂宮）を源氏の慰めに残し宮中に帰る。
春が深まるにつれ、春を愛した故人への思いは募る。しかし女三宮や明石の御方のもとを訪れても、紫の上を失った悲しみが深まるだけだった。
四月、花散里から衣替えの衣装と歌が届けられる。
五月雨の頃、夕霧に紫の上の一周忌の手配を頼む。八月の命日には、生前に紫の上が発願していた極楽曼荼羅の供養を営んだ。
年が明けたら出家を果たす考えの源氏は、身辺を整理しはじめる。その途中、須磨にいたころに届いた紫の上の手紙の束が出てきた。墨の色も今書いたかのように美しく、寂寥の念はひとしおだが、すべて破って燃やしてしまう。
十二月、六条院で行われた御仏名の席で、源氏は久しぶりに公に姿を現した。その姿は「光る君」と愛でられた頃よりも一層美しく光り輝いており、昔を知る僧並びに出席した貴族たちは涙を流した。
晦日、追儺にはしゃぎまわる三の宮を見るのもこれが最後と思う。源氏は最後の新年を迎えるための準備をした。
もの思ふと過ぐる月日も知らぬ間に年もわが世も今日や尽きぬる